# Diocesi di Dunedin
La diocesi di Dunedin (in latino Dioecesis Dunedinensis) è una sede della Chiesa cattolica in Nuova Zelanda suffraganea dell'arcidiocesi di Wellington. Nel 2021 contava 33.630 battezzati su 302.000 abitanti. È retta dal vescovo Michael Joseph Dooley.

## Territorio
La diocesi comprende le regioni di Otago e Southland in Nuova Zelanda.
Sede vescovile è la città di Dunedin, dove si trova la cattedrale di San Giuseppe.
Il territorio è suddiviso in 28 parrocchie.

## Storia
La diocesi è stata eretta il 26 novembre 1869 con il breve Summi Apostolatus di papa Pio IX, ricavandone il territorio dalla diocesi di Wellington (oggi arcidiocesi). Originariamente era immediatamente soggetta alla Santa Sede.
Il 10 maggio 1887 è entrata a far parte della provincia ecclesiastica dell'arcidiocesi di Wellington.

## Cronotassi dei vescovi
Si omettono i periodi di sede vacante non superiori ai 2 anni o non storicamente accertati.
- Patrick Moran † (3 dicembre 1869 - 22 maggio 1895 deceduto)
- Michael Verdon † (24 gennaio 1896 - 22 novembre 1918 deceduto)
- James Whyte † (22 aprile 1920 - 26 dicembre 1957 deceduto)
- John Patrick Kavanagh † (26 dicembre 1957 succeduto - 10 luglio 1985 deceduto)
- Leonard Anthony Boyle † (10 luglio 1985 succeduto - 29 aprile[1] 2004 dimesso)
- Colin David Campbell (29 aprile[1] 2004 - 22 febbraio 2018 ritirato)
- Michael Joseph Dooley, dal 22 febbraio 2018

## Statistiche
La diocesi nel 2021 su una popolazione di 302.000 persone contava 33.630 battezzati, corrispondenti all'11,1% del totale.
| anno | popolazione | popolazione | popolazione | presbiteri | presbiteri | presbiteri | presbiteri                | diaconi | religiosi | religiosi | parrocchie |
| anno | battezzati  | totale      | %           | numero     | secolari   | regolari   | battezzati per presbitero | diaconi | uomini    | donne     | parrocchie |
| ---- | ----------- | ----------- | ----------- | ---------- | ---------- | ---------- | ------------------------- | ------- | --------- | --------- | ---------- |
| 1950 | 26.973      | 210.000     | 12,8        | 61         | 52         | 9          | 442                       |         | 35        | 291       | 28         |
| 1966 | 40.000      | 275.000     | 14,5        | 88         | 76         | 12         | 454                       |         | 51        | 352       | 36         |
| 1970 | ?           | ?           | ?           | 94         | 17         | 77         | ?                         |         | 65        | 370       | 38         |
| 1980 | 42.416      | 297.763     | 14,2        | 89         | 69         | 20         | 476                       |         | 54        | 235       | 39         |
| 1990 | 40.240      | 286.000     | 14,1        | 70         | 62         | 8          | 574                       |         | 26        | 162       | 37         |
| 1999 | 35.307      | 282.183     | 12,5        | 56         | 52         | 4          | 630                       |         | 16        | 129       | 37         |
| 2000 | 35.307      | 282.183     | 12,5        | 54         | 50         | 4          | 653                       |         | 15        | 128       | 37         |
| 2001 | 35.307      | 282.183     | 12,5        | 53         | 50         | 3          | 666                       |         | 14        | 128       | 37         |
| 2002 | 35.307      | 282.183     | 12,5        | 54         | 49         | 5          | 653                       |         | 15        | 124       | 37         |
| 2003 | 34.152      | 265.512     | 12,9        | 54         | 49         | 5          | 632                       |         | 13        | 119       | 37         |
| 2004 | 34.152      | 265.512     | 12,9        | 49         | 44         | 5          | 696                       |         | 12        | 108       | 37         |
| 2006 | 34.152      | 265.512     | 12,9        | 43         | 40         | 3          | 794                       |         | 9         | 95        | 37         |
| 2013 | 36.100      | 295.400     | 12,2        | 41         | 35         | 6          | 880                       |         | 7         | 68        | 37         |
| 2016 | 34.241      | 307.759     | 11,1        | 31         | 27         | 4          | 1.104                     |         | 5         | 62        | 37         |
| 2019 | 36.400      | 327.160     | 11,1        | 31         | 27         | 4          | 1.174                     |         | 5         | 48        | 28         |
| 2021 | 33.630      | 302.000     | 11,1        | 31         | 26         | 5          | 1.084                     |         | 6         | 48        | 28         |